# Guana
Pour les articles homonymes, voir Guana (homonymie).
Ne doit pas être confondu avec Guyana.
Guana est l'une des cinquante îles composant les Îles Vierges britanniques. 
Plages, rochers, récifs coralliens, collines et vallées, forêt tropicale et même un petit lac salé : la minuscule île de Guana (3,5 km²) est un condensé des écosystèmes caribéens.